# Midway Arcade Treasures: Extended Play
Midway Arcade Treasures: Extended Play es una compilación de videojuegos de 21 clásicos arcade de Midway, Atari y Williams lanzados en 2005 para PlayStation Portable. Midway Arcade Treasures: Extended Play fue relanzado para la PlayStation Store el 28 de junio de 2010 por Warner Bros. Interactive Entertainment debido a la quiebra de Midway, lo que también significa que Warner Bros. posee los derechos de la mayor parte de la biblioteca arcade de Midway, Atari y Williams después de la compra de algunos activos de Midway Games.

## Juegos
1. 720°
2. Arch Rivals
3. Championship Sprint
4. Cyberball 2072
5. Defender
6. Gauntlet
7. Joust
8. Klax
9. Marble Madness
10. Mortal Kombat
11. Mortal Kombat 2
12. Mortal Kombat 3
13. Paperboy
14. Rampage
15. Rampart
16. Sinistar
17. Spy Hunter
18. Toobin'
19. Wizard of Wor
20. Xenophobe
21. Xybots

## Recepción
Midway Arcade Treasures: Extended Play recibió críticas mixtas de los críticos del juego. En la clasificación de juegos del agregador de reseñas, el juego tiene una puntuación promedio del 62%, según 35 reseñas. En Metacritic, el juego tiene una puntuación media de 63 sobre 100, según 24 opiniones.
La colección ha sido criticada por carecer de contenido adicional, por su presentación "básica", los tiempos de carga prolongados y por hacer que algunos juegos parezcan "estirados", (como "Paperboy") o "encogidos", (como "'Sinistar), aunque uno puede presionar el gatillo L y presionar el botón Cuadrado cuando un juego está en pausa para habilitar una funcionalidad secreta que muestra los juegos en su relación de aspecto original.